# Benjamin Frosterus
Gustaf Benjamin Frosterus (né le 30 octobre 1866 à Porvoo – mort le 1er avril 1931 à Helsinki) est un géologue finlandais.

## Biographie
En 1889, il obtient son bachelor en géologie. 
En 1895, après avoir étudié à Heidelberg sous la direction de Harry Rosenbusch il obtient le diplôme de Philosophiæ doctor.
De 1893 à 1919, il enseigne la minéralogie et la géologie à l'institut polytechnique de Helsinki et il est nommé professeur.

## Ouvrages
- Bergbyggnaden i sydöstra Finland, 1903
- Det finska lermaterialet som geologisk bildning och teknisk produkt, 1908
- Epämetalliset hyödylliset mineraalit,  1919
- Suomen maaperä, 1922 (Böden Finnlands)
- Zur Frage nach der Einteilung der Böden in Nordwest-Europas Moränengebiet, 2 Bände, 1912, 1914[2]